# Michael Amir Murillo
Michael Amir Murillo Bermudez (født 11. august 1996 i Panama City, Panama) er en panamansk professionel fodboldspiller, som spiller for Ligue 1-klubben Olympique de Marseille og Panamas landshold.

## Landshold
Murillo har (pr. juni 2018) spillet 20 kampe og scoret ét mål for Panamas landshold, som han debuterede for 15. marts 2016 i en venskabskamp mod Nicaragua. Han var en del af den panamanske trup til VM 2018 i Rusland.